# La Tempestad (revista)
La Tempestad es una revista mexicana de periodicidad mensual concentrada en el análisis y la reflexión sobre manifestaciones artísticas de los cinco continentes. Publicada por Periscopio Media y dirigida por Nicolás Cabral, sus páginas abordan temas relacionados con la literatura, el cine, las artes escénicas, la música, la arquitectura, las artes visuales y el diseño.
La revista cuenta entre sus colaboradores con una amplia cantidad de escritores y artistas mexicanos, así como norteamericanos, latinoamericanos, europeos y ocasionalmente asiáticos y africanos, lo mismo emergentes que con una trayectoria internacionalmente reconocida. 

## Historia
La revista fue fundada en 1998 por el economista José Antonio Chaurand y el escritor Nicolás Cabral. Su primer número comenzó a circular en mayo de ese año e incluyó colaboraciones de un puñado de creadores jóvenes de distintas regiones de México. Impresa originalmente en blanco y negro, y con un tiraje inicial de mil ejemplares, La Tempestad evolucionó gradualmente hasta convertirse, 14 años después, en una publicación de 160 páginas a color con una circulación 14 veces mayor, que ha difundido el trabajo de más de 600 escritores y artistas de diversas latitudes.
En 2008 se lanzó el Diario La Tempestad, un diario electrónico en donde se revisa la actualidad de las artes a través de noticias. Hoy el sitio se conoce, sencillamente, como LaTempestad.mx. Ha ampliado sus intereses y da cabida tanto a entrevistas, críticas, videos, columnas de opinión y rescates hemerográficos de la publicación impresa.

## Secciones
La Tempestad posee tres secciones.
Actualidad del arte. Se compone de reseñas críticas que revisan lo más importante de la oferta mensual en las distintas disciplinas artísticas, tanto en México como en otros países. Se repasan novedades literarias (poesía, narrativa, ensayo, crónica…), cinematográficas (ficción, documental), musicales (música contemporánea, jazz, rock de vanguardia, arte sonoro), de artes visuales (pintura, escultura, instalación, video, obras multidisciplinarias), de artes escénicas (danza, teatro, ópera), de arquitectura y las distintas ramas del diseño. De esta forma, en cada disciplina artística se presentan reseñas críticas extensas y, además, textos breves. Este apartado incluye, de igual forma, visitas a los espacios de trabajo de distintos creadores y artistas. Julio Estrada, Luis Felipe Ortega, Margo Glantz, Carlos Amorales, Tercerunquinto, Trista, Sergio Gutiérrez, Mario de Vega, Paul de Marinis, Carlos Bolado y Abraham Cruzvillegas son algunos de los artistas cuyos estudios se han visitado. La sección incluye una crónica e imágenes del espacio donde trabajan. También se incluye el “Cuestionario LT”, donde, través de un breve cuestionario, de preguntas a veces casi inocentes, se dibuja el perfil de algún creador cuyo trabajo sea de pertinencia en la actualidad. Lo han contestado figuras como Jon Lee Anderson, Martha Rosler, Ulf Rollof, Mårten Spångberg, Raya Martin, Andreas Dresen, entre muchos otros. La sección, también, incluye conversaciones a fondo con creadores relevantes. Se ha charlado con cineastas como Béla Tarr o Carlos Reygadas, escritores como Evelio Rosero o Enrique Vila Matas, artistas visuales como Jennifer Allora y Guillermo Calzadilla, artistas escénicos como Kirsten Dehlholm, Pavol Liška y Kelly Copper, diseñadores como Ronan y Erwan Bouroullec o músicos como Jonathan Harvey, entre otros.
Portada. Una colección de ensayos –aunque se han incluido conversaciones e incluido ensayos visuales– en los que se reflexiona sobre las artes o se analiza el mundo contemporáneo desde las artes. Los textos aquí incluidos son organizados a partir de temas que propician lecturas polémicas del presente. Los planteamientos son esencialmente estéticos, lo que no excluye meditaciones políticas o filosóficas. Se trata del espacio central de cada edición de La Tempestad.
Territorios. Esta sección reúne ensayos, relatos, poemas, crónicas, avances de novelas, intervenciones de artistas visuales, portafolios fotográficos y ejercicios inclasificables. Se incluyen tanto trabajos de artistas y escritores reconocidos, como de talentos emergentes.

## Números de la revista

### 1998
- 1. Mayo-junio. Vivienda y alienación.
- 2. Agosto-septiembre. Sobre la creencia.
- 3. Noviembre-diciembre. El velo desgarrado. Reflexiones sobre la lucidez.

### 1999
- 4. Enero-febrero. El Museo Guggenheim de Bilbao.
- 5. Marzo-abril. José Luis Cuevas y los laberintos del yo.
- 6. Mayo-junio. Cortázar toma la casa.
- 7. Julio-agosto. Borges, el morador del laberinto. Centenario de su nacimiento.
- 8. Septiembre-octubre. Los hombres tras las letras. Fotografías de Daniel Mordzinski.
- 9. Noviembre-diciembre. Beckett y Bernhard, diez años de ausencia.

### 2000
- 10. Enero-febrero. Albert Camus, absurdo y rebelión.
- 11. Marzo-abril. El cine: un arte del siglo XX.
- 12. Mayo-junio. El sonido plural: la música en el siglo XX.
- 13. Julio-agosto. Arte y diversidad.
- 14. Septiembre-octubre. Pensar el espacio. Un siglo de arquitectura.
- 15. Noviembre-diciembre. Literatura del siglo XX.

### 2001
- 16. Enero-febrero. Peter Greenaway. 100 objetos para representar al mundo / 400 años de Hamlet
- 17. Marzo-abril. James Joyce. La metamorfosis de la palabra / Juan Rulfo. El silencio y el murmullo.
- 18. Mayo-junio. 2001: Visiones de Stanley Kubrick / Sade. La moral del libertino.
- 19. Julio-agosto. El psicoanálisis revisitado / Sábato. La idea y la palabra.
- 20. Septiembre-octubre. Fernando Pessoa. El poeta plural / La influencia rusa.
- 21. Noviembre-diciembre. Persistencia de Nueva York / Escrituras.

### 2002
- 22. Enero-febrero. Conrad y Coppola: Las tinieblas del Apocalipsis
- 23. Marzo-abril. El sueño de Sor Juana / Juan José Arreola. La prosa cincelada.
- 24. Mayo-junio. Escribir con luz. Instantes en la fotografía mexicana contemporánea / Antonio Di Benedetto. La materia del silencio.
- 25. Julio-agosto. Poéticas del viaje / Miradas al Nouveau Roman.
- 26. Septiembre-octubre. Cinco renovadores del cine actual: Greenaway, Kaurismäki, Kiarostami, Lynch, Wong / Antonin Artaud, vida y pensamiento.

27. Noviembre-diciembre. Arte y electrónica. Reflexiones sobre la creación en la era digital / Antón Chéjov: correspondencia inédita.

### 2003
- 28. Enero-febrero. Propuestas para un Nobel futuro: Salinger, Saer, Lobo Antunes, Murakami
- 29. Marzo-abril. El exilio de la palabra: Conrad, Kafka, Nabokov, Beckett, Wilcock / Visiones del cuerpo.
- 30. Mayo-junio. Los nuevos rostros de la arquitectura: Ito, Koolhaas, Holl, Hadid, Herzog & De Meuron / El Oulipo, revisitado.
- 31. Julio-agosto. Estéticas de la frivolidad: Wilder, Eames, Capote, Warhol, Lemper.
- 32. Septiembre-octubre. Músicos de vanguardia: Ligeti, Stockhausen, Corea, Fripp, Bowie / Evocación del detective. Roberto Bolaño (1953- 2003).
- 33. Noviembre-diciembre. El encanto del suicidio: Améry, Levi, Whale, Rothko, Chaikovski, Artaud, O’Gorman / Una voz llamada Fogwill.

### 2004
- 34. Enero-febrero. Seis grandes figuras de las artes visuales: Gursky, Kapoor, Kuitca, Messager, Orozco, Viola / El ojo que te ve. Reflexiones sobre la mirada y el poder.
- 35. Marzo-abril. Genios precoces: Rimbaud, Santos, Welles, Mozart, Wittgenstein / Tres narradores del 32: García Ponce, Melo, Elizondo.
- 36. Mayo-junio. Expresiones del amor: Allen, Rossetti, Mahler, Cummings / El caso Dalí. Centenario de su nacimiento.
- 37. Julio-agosto. Vitalidad de la lengua inglesa: Ballard, Roth, Banville, Coetzee / La fascinación del horror.
- 38. Septiembre-octubre. Los mismos rostros, las otras obras: Nietzsche como músico, Xenakis como arquitecto, Braque como escritor, Schnabel como cineasta, Victor Hugo como pintor / Las artes escénicas, hoy.
- 39. Noviembre-diciembre. La aventura radical: Von Trier, Bellatin, Ferneyhough, On Kawara, Esenman, Wilson / Witold Gombrowicz. Un centenario.

### 2005
- 40. Enero-febrero. Lecturas de la ciudad: París y Baudelaire, Buenos Aires y Piazzolla, Londres y Leigh, México DF y Alÿs, Nueva York y Koolhaas.
- 41. Marzo-abril. Arte en Hollywood: Tarantino, Soderbergh, los hermanos Coen, P.T. Anderson / El siglo de Deleuze.
- 42. Mayo-junio. Un tal Charlie Parker. A cincuenta años de su muerte / En la lengua de Cervantes: Vila-Matas, Saer, Vallejo, Sada.
- 43. Julio-agosto. ¿Arte o entretenimiento? Creadores contemporáneos sobrevalorados: Koons, Kundera, Wenders, Glass, Gehry / Razones para leer el Quijote.
- 44. Septiembre-octubre. Edificios para un nuevo siglo: Koolhaas. FOA, Hadid, / Aquella Viena, aquellos vieneses: Musil, Schönberg, Reinhardt, Loos, Schiele
- 45. Noviembre-diciembre. La espiritualidad en las artes contemporáneas / El lugar de la poesía: Zanzotto, Parra. Nöel, Ashbery, Adonis.

### 2006
- 46. Enero-febrero. Estéticas de la risa: Wes Anderson, Zappa, Hotel Modern, Cattelan, Hejduk, Groucho Marx.
- 47. Marzo-abril. La experiencia del diseño: Mau, Morrison, Miyake / Permanencia de lo clásico: Walcott, Eastwood, Nouvel, Kabakov, Xenakis.
- 48. Mayo-junio. Samuel Beckett. Lecturas en un centenario / Cuatro voces germánicas: Jelinek, Müller, Timm, Stamm.
- 49. Julio-agosto. Espacios para el arte / De lo cotidiano y lo popular a la vanguardia: Reich, Godsell, Kaurismäki, Wurm, Antin.
- 50. Septiembre-octubre. París o el crisol de lo moderno: Picasso, Stein, Diáguilev, Renoir, Stravinski, Le Corbusier / Arte contemporáneo mexicano: el relevo: Amorales, Cuevas, Lozano-Hemmer, Ortega, Vargas Lugo.
- 51. Noviembre-diciembre. La persistencia de la pintura: Freud, Johns, Kiefer, Doig, Rausch / Cuando el entretenimiento visita al arte: Radiohead, Shyamalan, LaChapelle, Cirque du Soleil, Jerde.

### 2007
- 52. Enero-febrero. Formas de la melancolía: Sebald, Coltrane, Hopper, Portela, Jarmusch, Fabre.
- 53. Marzo-abril. ¿El triunfo del cine mexicano? González Iñárritu, Cuarón, Del Toro, Reygadas, Juan Carlos Rulfo / El arte como crítica: Pinter, Arakawa + Gins, Nancarrow,  Sierra,  Kieślowski.
- 54. Mayo-junio. Instantes de la fotografía alemana contemporánea: Bernd y Hilla Becher, Höfer, Struth, Gursky, Ruff, Demand / La ola asiática: Murakami, Paik, Kim, Takemitsu, SANAA.
- 55. Julio-agosto. Las mutaciones de David Bowie / El arte de narrar en francés: Echenoz, Brossard, Deville, Toussaint, Quignard, Michon.
- 56. Septiembre-octubre. Cuando la vanguardia se mudó a Nueva York: Duchamp, Warhol, la Escuela de Poesía, Cage, Cunningham, Kiesler / Arquitectura latinoamericana, una modernidad singular: Iglesia, Kalach, Solano Benítez, Uribe de Bedout, Bucci, Aravena.
- 57. Noviembre-diciembre. Saldos del Boom: Cabrera Infante, Cortázar, Donoso, Fuentes, García Márquez, Vargas Llosa / Los vasos comunicantes: Nadj,  Kuitca, Estrada, Von Trier, Conde y Goller.

### 2008
- 58. Enero-febrero. Poéticas duales, seis mancuernas artísticas: Borges + Bioy Casares, Hijikata + Ohno, Buñuel + Dalí, Metheny + Mays, Niemeyer + Costa, Rauschenberg + Johns.
- 59. Marzo-abril. La televisión y el futuro del cine: Twin Peaks, Riget, The Sopranos, Six Feet Under, 24, Lost / Las nuevas capitales del arte: Dublín, Seúl, París, Shanghái, Berlín, Londres.
- 60. Mayo-junio. Octavio Paz: balance necesario / Mayo del 68: derivas de una ruptura.
- 61. Julio-agosto. Estéticas del juego. Arte, deporte y espíritu lúdico / Messiaen y la eternidad del instante.
- 62. Septiembre-octubre. Las transformaciones de Franz Kafka / Imaginar el futuro. Arte contemporáneo y utopía.
- 63. Noviembre-diciembre. Expresiones de la violencia: Haneke, Woods, Margolles, Ferneyhough, Rodrigo García, Ballard / La Nouvelle Vague. Medio siglo de cine de autor.

### 2009
- 64. Enero-febrero. Estrategias del Yo: Vallejo, Akerman, Ligeti, Barragán, Calle, Khan.
- 65. Marzo-abril. La Naturaleza no existe: Bernstein, Herzog, Lucier, Zumthor, Greenfort, Quesne / Los nuevos caminos del rock: Animal Collective, Arcade Fire, Battles, TV on the Radio, Xiu Xiu.
- 66. Mayo-junio. Formas de habitar: Wong, Bourgeois, Murakami, Lilienthal, Feldman / Lecturas de Thomas Bernhard.
- 67. Julio-agosto. Narrar por otros medios: cómic, videojuego, hipertexto, animación, juego de rol / Los precursores: Roussel, Méliès, Varèse, Blossfeldt, Sant’Elia, Jarry.
- 68. Septiembre-octubre. El fantasma de la libertad: A 20 años de la caída del muro de Berlín.
- 69. Noviembre-diciembre. Estéticas de la castástrofe.

### 2010
- 70. Enero-febrero. Mexicanos radicales: La vanguardia artística de una revolución.
- 71. Marzo-abril. La mirada de Hitchcock: Un acercamiento multidisciplinario.
- 72. Mayo-junio. ¿Están naciendo nuevas disciplinas artísticas?
- 73. Julio-agosto. La intemperie del amor.
- 74. Septiembre-octubre. Artistas del disenso.
- 75. Noviembre-diciembre. Las artes en el siglo XXI.

### 2011
- 76. Enero-febrero. Los medios bajo sospecha.
- 77. Marzo-abril. La cultura del consumo.
- 78. Mayo-junio. México: La mirada de los artistas
- 79. Julio-agosto. El regreso del arte político.
- 80. Septiembre-octubre. Reimaginar el espacio público.
- 81. Noviembre-diciembre. ¿Es posible lo nuevo?

### 2012
- 82. Enero-febrero. Presente de las artes en México. Primera edición.
- 83. Marzo-abril. Exceso de presente: Crítica de lo contemporáneo.
- 84. Mayo-junio. El otro uso de las artes: Política, publicidad, espectáculo, guerra, religión...
- 85. Julio-agosto. Pensar el trabajo.
- 86. Septiembre-octubre. ¿Puede el arte ser democrático?
- 87. Noviembre-diciembre. Del objeto a la acción

### 2013
- 88. Enero-febrero. Presente de las artes en México. Segunda edición.

## Apoyos y reconocimientos
En 1999, 2002, 2004, 2005 y 2008, La Tempestad obtuvo el apoyo del Programa “Edmundo Valadés” para la edición de revistas independientes, otorgado por el Consejo Nacional para la Cultura y las Artes (CONACULTA) de México.
Tercer lugar, categoría de Revistas impresas, Segunda Bienal de diseño Instituto Nacional de Bellas Artes (INBA) de México, 2002. (Sección: Bienales anteriores > Segunda Bienal)